# Scorpaenodes elongatus
Scorpaenodes elongatus és una espècie de peix pertanyent a la família dels escorpènids.

## Descripció
- Fa 15 cm de llargària màxima.[5][6]

## Hàbitat
És un peix marí, demersal i de clima tropical.

## Distribució geogràfica
Es troba a l'Atlàntic oriental: el Senegal i Pointe-Noire (República del Congo).

## Observacions
És inofensiu per als humans.